# 水蛇座λ
水蛇座λ，又名CP-75 64，HD 4815、SAO 255710、HR 236，是水蛇座的一颗恒星，视星等为5.07，位于銀經303.18，銀緯-42.2，其B1900.0坐标为赤經0h 45m 7.2s，赤緯-75° -42.2′ 4″。